# جون ماير (عداء سريع)
جون ماير (بالإنجليزية: John Mair) هو عداء سريع جامايكي، ولد في 20 نوفمبر 1963.

## وصلات خارجية
- جون ماير على موقع الاتحاد الدولي لألعاب القوى (الإنجليزية)
- جون ماير على موقع أوليمبيديا (الإنجليزية)